# Lac Auster

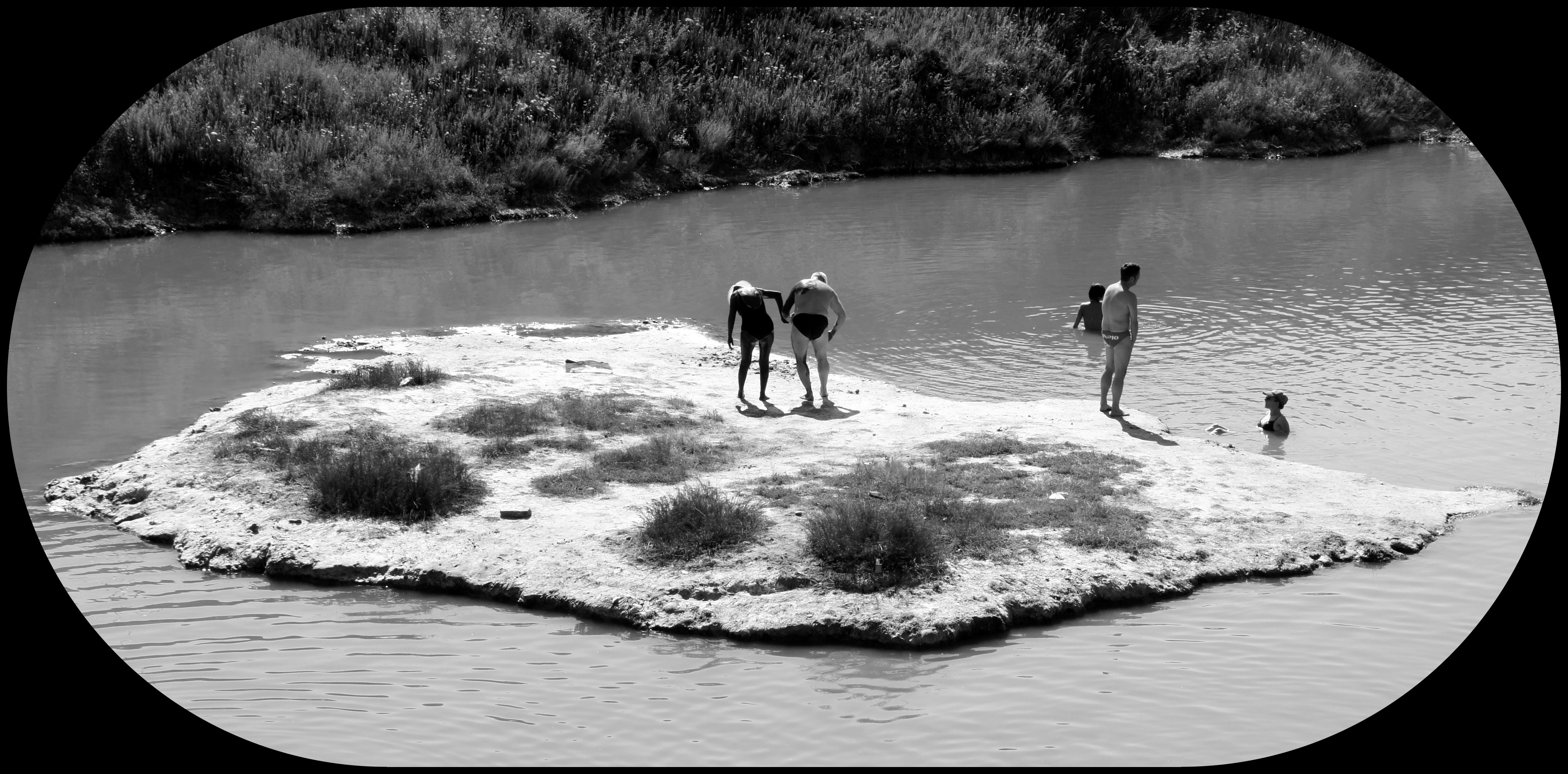
L'île

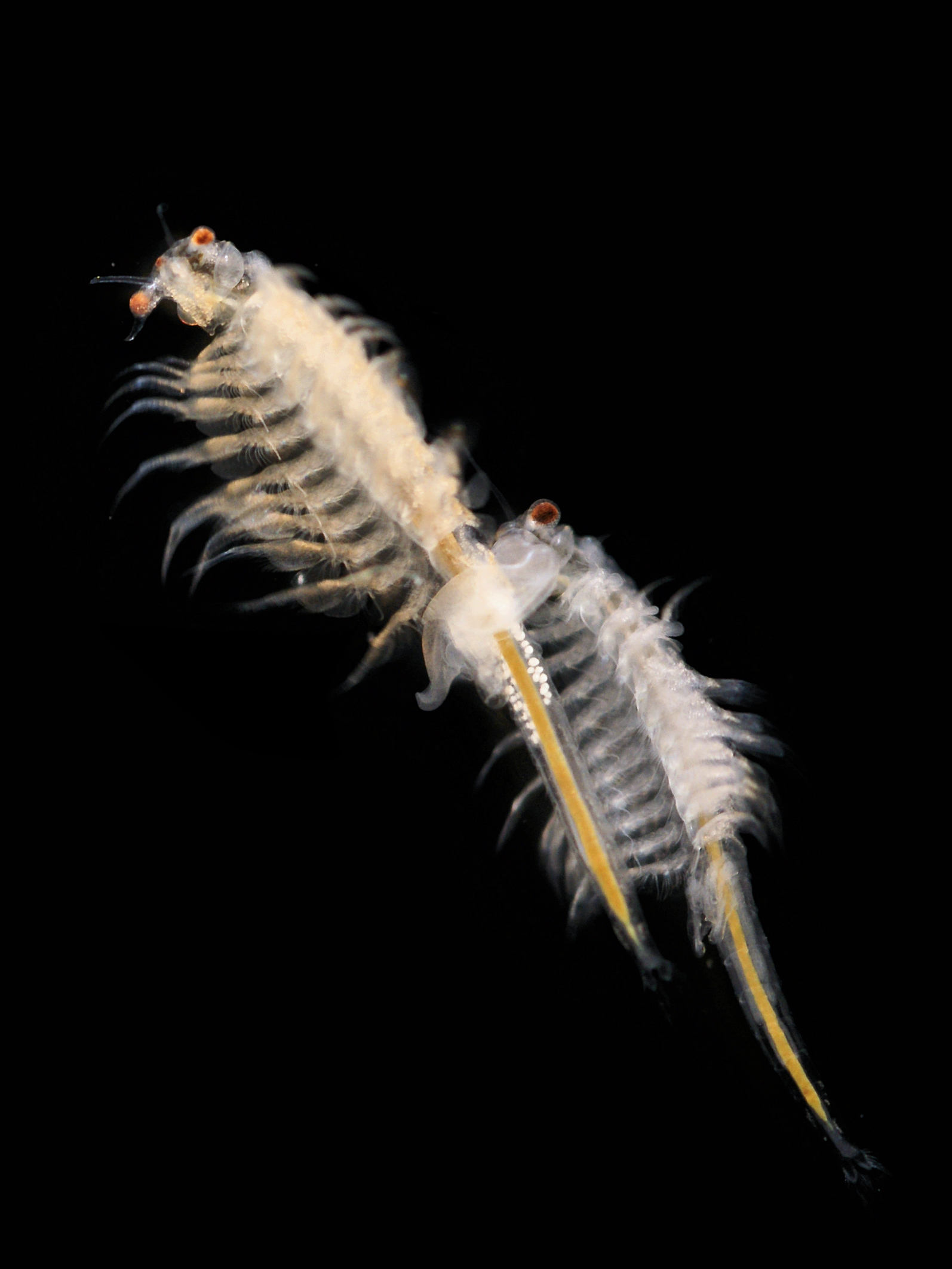
Artemia salina

Le Lac Auster (en roumain: Lacul Auster) est un lac salé dans la ville de Ocna Sibiului, Județ de Sibiu, Transylvanie, Roumanie. C'est l'un des nombreux lacs de la mine Ocna Sibiului, une grande mine de sel qui a obtenu l'une des plus grandes réserves de sel en Roumanie.
Au milieu du lac, une île a été formée. L'île rend le lac unique parmi les autres lacs de la mine.

## Nom
Le mot roumain  auster  signifie austère (donc Lacul Auster se traduit par Le lac austère).

## Histoire
Le lac Auster a été formé sur le site d'une ancienne salière non documentaire. En 1922, son niveau d'eau était beaucoup plus élevé qu'à l'heure actuelle, et il a été abaissé par un drainage artificiel car on croyait que ses eaux inondaient la mine de sel d'Ignaţiu, qui était en opération,.

## Information
- Surface: 254 m2
- Profondeur maximale: 2,50 m
- Salinité: 140 g/l
- Faune: Artemia salina